# Jean-Pierre Chavassieux
Pour les articles homonymes, voir Chavassieux.
Jean-Pierre Chavassieux (né en 1958) est un tireur français spécialisé en Fosse olympique, licencié au Stade de Tir Chalon Bourgogne (STCB).

## Palmarès

### Championnats du monde
- 3e des championnats du monde par équipes de Lonato en 2005;

### Championnats d'Europe
- Champion d'Europe par équipes en 2003 (Brno) et 2007 (Grenade);
- Vice-champion d'Europe par équipes en 2004 (Latsia);
- 3e des championnats d'Europe individuels de Nancy en 1998 et de Lonato en 2012;
- 3e des championnats d'Europe par équipes de Belgrade en 2005;

### Coupe d'Europe
- Vainqueur de l'édition 2012;

### Championnats du monde des clubs
- Vice-champion du monde à Beverley en 1993 avec le STCB;

### Championnats de France
- Champion de France individuel en 2000, 2004, 2005...;
  - Vice-champion de France individuel en 2002, 2006...;
- Champion de France des clubs en 2002 avec le STCB.